# تي ورلدز
تى ورلدز هي لعبة تصويب جماعية مجانية مفتوحة المصدر. في أغسطس 2012 سمح منشئ اللعبة ماجنوس أوفينين لمجموعة من المتطوعين بتطويرها وإدارة المنتدى الرسمى الخاص بها. الإصدار الحالى من اللعبة هو 0.7.2 الذي تم نشره في 24 ديسمبر 2018. وقد كان الاسم الأصلى هو "Teewars" ولكن لأسباب قانونية تم تعديل الاسم إلى Teeworlds. حاليا يوجد إصدارات رسمية لـ ويندوز وماك ولينكس.